# Ghiacciaio Gerry
Il ghiacciaio Gerry è un ghiacciaio situato nella parte nord-occidentale della Terra di Marie Byrd, in Antartide. Situato in particolare sulla costa di Saunders, nella parte settentrionale della penisola di Edoardo VII, in una parte della Terra di Marie Byrd che si sovrappone alla parte nord-orientale della Dipendenza di Ross, il ghiacciaio, il cui punto più alto arriva a circa 300 m s.l.m., fluisce verso nord, scorrendo tra la penisola Reeves, a ovest, e le cime Howard, a est, fino a entrare nella baia di Sulzberger.

## Storia
Diverse formazioni di quest'area furono fotografate durante le spedizioni antartiche comandate da Richard Evelyn Byrd e svolte nel 1928-30 e nel 1933-35. Il ghiacciaio Gerry è stato comunque mappato in dettaglio dai membri dello United States Geological Survey (USGS) grazie a fotografie scattate durante ricognizioni aeree effettuate dalla marina militare statunitense e ricognizioni terrestri svolte dallo stesso USGS, tra gli anni 1959 e 1965, e così battezzato dal comitato consultivo dei nomi antartici, su suggerimento dello stesso Byrd, in onore del senatore statunitense Peter G. Gerry, che fu tra i maggiori finanziatori della spedizione di Byrd del 1933-35.